# 세인트루이스 대학교
세인트루이스 대학교(Saint Louis University)는 미국 세인트루이스와 스페인 마드리드에 여러 캠퍼스가 위치한 사립 예수회 연구형 대학이다. 1818년 설립되었고 미시시피강 서쪽에서 가장 오래된 대학교이며 미국에서는 2번째로 오래된 예수회 대학교이다.
2021~2022년 이 대학에 등록한 학생 수는 12,883명이다. 모두 50개주 82개국을 대표하며 학부생 수는 8,183명, 대학원생 수는 4,745명이다.